# Sindia (Sénégal)
Pour les articles homonymes, voir Sindia.
Sindia est une localité du Sénégal, située dans la Petite-Côte, au sud de Dakar.

## Administration
Sindia faisait partie de la Communauté rurale de Sindia dans le département de M'bour . Avec l'entrée en vigueur du nouveau code des collectivités territoriales de 2013 , la communauté rurale est devenue une commune (rurale) . En sus de ça , Sindia est chef-lieu d'un arrondissement . En outre , elle est rattachée au département de M'bour, dans la région de Thiès.

## Géographie
Les localités les plus proches sont D'angd'ang, B'oundoun, B'oub'ab, Bandia Sessene, Ndiorokh Ndoutane, Konkoma, Sindia Kafngoun et Sindia Lorom.
Sindia est une ville-carrefour située à l'intersection de la N1 qui relie Dakar à M'bour avec la route qui va de Thiès à Popenguine.

### Géologie
Un forage géologique de la Société Africaine des Pétroles (Sindia-1) a permis en 1956 de déterminer exactement la composition des roches sédimentaires silicoclastiques présentes dans le sous-sol de la localité de Sindia (au moins en ce qui concerne les séries du Paléocène au Santonien), plus riches en sables qu'à l'est qui est relativement plus argileux.

### Population
Selon le PEPAM (Programme d'eau potable et d'assainissement du Millénaire), Sindia compte 2 326 habitants et 265 ménages.
Quant à la Communauté rurale de Sindia, elle totalise 39 542 personnes et 4 511 ménages.

### Économie
Sindia se trouve à proximité des stations balnéaires de la Petite-Côte et de la Réserve de Bandia.

## Jumelages et partenariats
Il existe un partenariat entre la CR de Sindia et la ville de Namur en Belgique.